# Гваткин, Генри Мелвилл
Генри Мелвилл Гваткин — английский богослов и церковный историк.

## Биография
Генри Гваткин родился в Барроу-апон-Соар, Лестершире. После ничем не примечательного начального обучения в школе Шрусбери, где его учителем был Бенджамин Кеннеди в 1863 году он был записан в Колледж святого Иоанна Кембриджа, который ранее окончил его отец Ричард Гваткин. В колледже Генри быстро приобрёл репутацию одного из лучших учеников. Гваткин был примечательной личностью в Кембридже благодаря как своим успехам, так и своему внешнему виду. Из-за перенесённой в детстве скарлатины его Гваткина был сильно ослаблен, его очки считались самими большими и тяжёлыми в университете и ходила шутка, что за каждый успех в сдаче трайпоса он пожертвовал одним из органов чувств и потому он был ещё и лишён обоняния. В 1868 году Гваткин принял предложение присоединиться к колледжу и заняться подготовкой учеников к богословскому трайпосу. Поскольку в XIX веке необходимым условием феллоушипа было безбрачие, Гваткин встал перед сложной дилеммой, когда в конце 1860-х годов он влюбился. Однако в колледже святого Иоанна в это время прошли внутренние реформы и для некоторых из преподавателей было сделано исключение. Наконец, в 1874 году после продолжительных дебатов Гваткин смог занять пост англ. Colledge Lecteure богословия, который уже больше не требовал безбрачия. Вскоре после этого он женился на Люси де Лисл Брок.
С 1874 по 1891 год Гваткин читал лекции по истории и богословию. Его научная репутация была высока, но ограничивалась Кембриджем, поскольку к тому времени у него не было значимых публикаций. Вследствие этого Гваткин не смог получить престижный пост Dixie Professor of Ecclesiastical History, который достался Манделлу Крейтону. Это было серьёзное разочарование, но Гваткин смог плодотворно сотрудничать с Крейтоном и стал его преемником после назначения его в 1891 году епископом. Пост профессора Дикси Гваткин занимал до своей смерти в 1916 году.

## Труды
Генри Гваткин является автором важных работ по истории ранней церкви и арианского спора. Им написано несколько глав для The Cambridge Medieval History.
- Gwatkin H. M. The Arian Controvercy. — 2nd ed. — London, 1914. — 176 p.